# Bože Vukušić
Bože Vukušić (Šestanovac, 10. travnja 1962.), je hrvatski emigrant, povratnik i publicist.

## Životopis

### Rani život, školovanje i emigracija
Bože Vukušić rodio se 1962. godine u mjestu Šestanovcu u Zagori gdje je završio osnovnu školu. Srednju školu završava u Zagrebu, te nakon tadašnje JNA, upisuje studij na Kemijsko-tehnološkom fakultetu u Splitu. U vrijeme studija objavljivao je novinarske priloge u splitskoj Omladinskoj iskri, zagrebačkom Poletu i beogradskoj Mladosti. U travnju 1983. godine prekinuo je studij i otišao u tadašnju SR Njemačku, gdje je zatražio politički azil i počeo surađivati u londonskoj Novoj Hrvatskoj. Uskoro je pristupio Hrvatskom državotvornom pokretu (HDP) i inicirao osnivanje europskog uredništva neslužbenoga glasila HDP-a Hrvatski tjednik čije je sjedište bilo u Australiji.
Nakon što je UDBA 27. srpnja 1983. godine ubila Stjepana Đurekovića u Münchenu, nastupio je novi ciklus podzemnoga rata između jugoslavenske tajne policije i organizacija hrvatskog iseljeništva. Vukušić je uhićen i optužen za organiziranje protuudbaškog udara u kojemu je 7. kolovoza 1983. godine u Karlsruheu smrtno stradao jedan UDBA-in agent. Tri godine je proveo u samici istražnoga zatvora Stammheim pokraj Stuttgarta, a na koncu je osuđen na doživotnu robiju. Iz zatvora je suradivao u nizu iseljeničkih publikacija, poput australskog tjednika Hrvatski vjesnik, mjesečnika Hrvatska budućnost u SAD-u, Hrvatski put u Kanadi i Hrvatsko pravo u Španjolskoj, tromjesečnika Republika Hrvatska u Argentini i Hrvatska revija u Španjolskoj, itd. Posebice zapažene članke objavljivao je tijekom druge polovice 1980-ih godina u Hrvatskom tjedniku iz Melbournea. U zatvoru je pohađao studije suvremene povijesti, politologije, sociologije, psihologije, filozofije, komunikologije i engleskoga jezika na sveučilištima u Stuttgartu i Hagenu.
Predsjednik HDP-a Nikola Štedul imenovao je Božu Vukušića 3. listopada 1987. godine pročelnikom Odjela za politička i načelna pitanja. U toj ulozi, pod krilaticom "Ususret neovisnoj hrvatskoj državi", preradio je Statut i Program HDP-a, te je zagovarao podršku nacionalno-osloboditeljskom pokretu u Domovini kojega je predvodio dr. Franjo Tuđman. Vukušić je, na zahtjev Hrvatskog društva političkih zatvorenika (HDPZ) i uz podršku vrha novostvorene hrvatske države, nakon sedam godina i osam mjeseci zatvoreništva, 16. ožujka 1991. godine, oslobođen iz zatvora.

### Povratak u domovinu
Po povratku u Hrvatsku, pristupio je Zboru narodne garde (ZNG) kao zapovjednik jedne jedinice za posebne namjene, a potom je radio u Službi za zaštitu ustavnog poretka (SZUP) i Hrvatskoj izvještajnoj službi (HIS). Kao djelatnik hrvatskih sigurnosno-obavještajnih službi, Vukušić je, među ostalim, stekao diplomu "obavještajnog analitičara".
Bože Vukušić je od studenoga 1994. do svibnja 2002. godine radio u državnoj Komisiji za utvrdivanje ratnih i poratnih žrtava, gdje je vodio projekte osnivanja istraživackih centara u svim županijama, otkrivanja i istraživanja skupnih grobnica te je bio tajnik Vijeća za utvrđivanje žrtava državnog terora SFRJ u inozemstvu. Kao službenik Komisije, ali i dopredsjednik Kluba hrvatskih povratnika iz iseljeništva kojemu je 1997. godine bio jedan od utemeljitelja. Vukušić je među ostalim vodio prikupljanje dokumentacije i podataka o likvidacijama hrvatskih političkih emigranata u inozemstvu i prijenos njihovih posmrtnih ostataka u domovinu.
Kao službenik Hrvatskog sabora imao je od 1998. do 2005. godine dužnost koordinatora za pripreme komemoracije za žrtve Bleiburške tragedije u Austriji, a tu je dužnost nastavio obavljati od 2006. godine do danas 2018. godine kao glavni tajnik-glasnogovornik Počasnog bleiburškog voda (PBV), jer je sudjelovao u obnoviteljskom saboru Počasnog bleiburškog voda u listopadu 2004. godine u Klagenfurtu, kada je izabran za njegova tajnika-glasnogovornika. U toj ulozi vodio je kupnju zemljišta (2004., 2005. i 2007.), obnovu i dogradnju spomenika (2005.), izgradnju kapele (2007.) u spomen na žrtve Bleiburške tragedije i Hrvatskog vojnog groblja (2010.) na Bleiburškom polju u Austriji. Trenutačno je voditelj Predstavništva PBV-a u Republici Hrvatskoj i glavni tajnik udruge Hrvatski križni put.
Vukušić je bio jedan od glavnih svjedoka protiv posljednjih šefova Udbe u Zagrebu i Beogradu, Josipa Perkovića i Zdravka Mustača, koje je 2016. godine Visoki zemaljski sud u Münchenu osudio na doživotnu robiju zbog sudjelovanja 1983. godine u ubojstvu na hrvatskog političkog emigranta Stjepana Đurekovića.

## Nagrade i priznanja
Dobio je brojna priznanja i državna odličja, među ostalim, zahvalnice Udruge ratnih veterana Hrvatski domobran, Ravnateljstva za inozemnu pastvu Hrvatske biskupske konferencije, Hrvatskog kluba za međunarodnu suradnju i Kluba hrvatskih povratnika iz iseljeništva. Vodstvo Počasnog bleiburškog voda odlikovalo ga je najvećim odličjem - Zlatnom medaljom, a Predsjednik Republike Hrvatske dr. Franjo Tuđman - Spomenicom domovinske zahvalnosti, Spomenicom Domovinskog rata i Redom hrvatskoga trolista.
- 2013.: Nagrada Bili smo prvi kad je trebalo, za cjelokupni publicistički rad.[2]

## Osobni život
Bože Vukušić je otac troje djece: Domagoja, Višeslava i Anamarije.

## Djela
Samostalna djela:
- Tajni rat UDBE protiv hrvatskoga iseljeništva, Zagreb, 2001. (2. izd. 2002., 3. dop. izd. 2002.)
- Tajni rat UDBE protiv hrvatskih iseljenika iz Bosne i Hercegovine, Zagreb, 2002.
- Bleiburg Memento: fotomonografija, Zagreb, 2005. (2. proš. izd. 2009.)
- Hrvatsko revolucionarno bratstvo – Rat prije rata, Zagreb, 2010.
- Likvidacija Brune Bušića: opstruirana istraga i sudska farsa u Hrvatskoj, Zagreb, 2012.
- Tajne iz Udbinih arhiva - Egzekucije bez suđenja: četrdeseta obljetnica "Akcije Fenix 72", Zagreb, 2012.
- Miro Barešić - Život za Hrvatsku, Zagreb, 2013.
- Zločini komunističke mafije: od slučaja Đureković do "lex Perković", Zagreb, 2013.
- Čuvari bleiburške uspomene – Počasni bleiburški vod 1952. – 2017., Zagreb, 2017.(2. proš. izd. 2019.)

Suautor je knjiga:
- Bruno Bušić - branitelj hrvatskoga identiteta, Zagreb, 2000. (suautori: Josip Jurčević i Vlado Šakić)
- Čuvari bleiburške uspomene, Zagreb, 2003. (2. proš. izd. 2005.) (suautori: Josip Jurčević i Bruna Esih)
- Bleiburg - tragedija i nada, Zagreb, 2008. (suautori: Ante Kutleša, Zvonko Dragčević, Ratko Janjić - Jobo, Blaženka Salavarda i Josip Jurčević)
- Djelovodnik šefova bosansko-hercegovačke Udbe 1970. – 1992., Zagreb, 2013. (suator: Vice Vukojević)

Stručni suradnik u sljedećim izdavačkim projektima:
- Operacija pitagorin poučak,Zagreb, 2000.
- Čuvari Jugoslavije - suradnici Udbe u Bosni i Hercegovini, Posušje, 2003.
- Udbini sinovi, Ljubuški, 2004.
- Dosje 240271, Zagreb, 2015.

Izvršni urednik u knjigama:
- Crna knjiga komunizma u Hrvatskoj: zločini jugoslavenskih komunista u Hrvatskoj 1945. godine, Zagreb, 2006. (također na njem. i engl. jeziku)[3]
- Prikrivena grobišta Hrvata u Sloveniji, Zagreb, 2007.
- Naruči ubojstvo u Ljubljani, Zagreb, 2014.

Također kao stručni suradnik (istraživač i autor tekstualne podloge za scenarij) sudjelovao je u pripremi dokumentarnih filmova:
- Bruno Bušić - život, djelo i mučko ubojstvo (1992.)
- Akcija Feniks 72 (2011.)
- Križni put - zločin bez kazne (2013.)
- Zabranjeno sjećanje (2013.)
- Miro Barešić - Život za Hrvatsku (2013.)
- Lex Perković (2013.)
- Čuvari bleiburške uspomene (2017.)
- Hüter der Erinnerung an Bleiburg (2018.)
- Guardians of the Memory of Bleiburg (2019.)
- Vice Vukojević – političke bitke za Hrvatsku (2019.)
- Televizijski serijal Jugoslavenske tajne službe I-X (2012.).
- Televizijski serijal Rat prije rata I-X (2018.).